# Malthodes miyamotoi
Malthodes miyamotoi es una especie de coleóptero de la familia Cantharidae.

## Distribución geográfica
Habita en Japón.